# پندوری، جهلم
پندوری (به انگلیسی: Pandori) یک روستا در پاکستان است که در پنجاب واقع شده‌است.